# Blacus erugatus
Blacus erugatus är en stekelart som beskrevs av Van Achterberg 1976. Blacus erugatus ingår i släktet Blacus, och familjen bracksteklar. Inga underarter finns listade.